# Parc Nacional de Shahdag
El Parc Nacional de Shahdag (en àzeri: Şahdağ Milli Parkı) és un parc nacional a l'Azerbaidjan, amb una superfície de 130.508,1 hectàrees (1.3508,1 quilòmetres quadrats). El parc reuneix els diferents biomes de boscos a les glaceres, ubicats a les raiones de Quba, Qusar, İsmayıllı, Qəbələ, Oğuz i Şamaxı. Està situat al nord de l'Azerbaidjan, prop de la frontera amb Rússia en el de les Muntanyes del Caucas. El Parc Nacional de Shahdag és el parc nacional més gran no només Azerbaidjan, però en tot el Caucas.
Mont Bazardüzü, la muntanya més alta de l'Azerbaidjan està situat al Parc Nacional de Shahdag. La creació del parc nacional va ser decretada el 8 de desembre de 2006 pel decret del President de l'Azerbaidjan Ilham Alíev, en una superfície de 115.900 hectàrees (1159 km²). El parc nacional va ser ampliat per decret presidencial el 8 de juliol de 2010 de 115.900 hectàrees de 130.508,1 (1.3508,1 quilòmetres quadrats). Els governs regionals tenen la missió d'ubicar noves zones que podrien ser integrades més endavant al parc nacional.